# 勝氏
勝氏（かつ/すぐり/すぐろ し）は、日本の氏族、姓のひとつ。

## 出自と系統
百済系
勝氏は百済の帰化人系の氏族といわれ、西文氏（かわちのふみうじ）の末裔とされる。大和の勝氏は西漢氏の庶家ともいわれる。
秦氏系
また、因幡・讃岐・紀伊・伊勢・駿河では秦氏の同族とされ、岸俊男も秦氏の中には「…勝」と称する氏族があると指摘している。伊藤信博も勝氏は秦氏と同族としている。
物部氏系
さらに近江の勝氏は物部姓の系統と伝わる。寛政重修諸家譜の勝氏系図では物部尾輿の末裔で近江国坂田郡勝村の勝冠者季時の後裔市郎左衛門時直を祖とするという。
勝命雅（市郎右衛門）の代に鉄砲玉薬同心の御家人から材木石奉行となって旗本に昇格したとされる。徳川家定附き小納戸役となった塩谷正路の祖父にあたる塩谷正房の従兄弟で幕末に大奥御年寄となった瀧山の叔父にあたる勝甚三郎元良が男谷氏から迎えた婿養子が勝小吉、その子が勝海舟だった。家禄は元良の代には41俵1斗2合6勺9才2人扶持、海舟の代に100俵に加増されたが、2人扶持はなくなったようである。
海舟は幕末の幕府軍艦奉行、明治の海軍卿、元老院議官、枢密顧問官として活躍した。明治20年（1887年）5月9日に維新の功により勲功華族として伯爵に叙された。海舟は徳川慶喜の十男精を養子にして伯爵位を継がせた。精はオリエンタル写真工業、浅野セメント、石川飛行機製作所など各企業の重役を務めた。その息子の3代伯爵勝芳孝の代の昭和前期に勝伯爵家の邸宅は東京市赤坂区氷川町にあった。
源平藤橘
その他には源平藤橘以降でいえば、清和源氏の村上氏・武田氏、藤原北家道兼流あるいは賀茂姓の本多氏、桓武平氏北条氏の系統とする異流も多いと伝わる。

## 分布
摂津・和泉・山城・備前・美濃、出雲などに勝姓が多いとされる。
この他の地域については上記#出自と系統参照。

## 勝部
勝部は、もともと帰化人を組織した品部で、勝氏が支配した。後世の氏族がこの部名をなのるのは、地名の勝部を負ったものと伝わる。

## 関連する氏族
- 西漢氏
- 秦氏
- 川勝氏[3]
- 塔勝氏[3]。

## 関連する人物
- 勝栄二郎 - 財務省事務次官。勝海舟とは血縁関係ではない（勝海舟#系譜を参照）。
- 勝茂夫 - 世界銀行副総裁。勝栄二郎の弟。
- 勝呂誉 - 本名であり、古代音「すぐろ」を残す。